# Impatiens violoides
Impatiens violoides är en balsaminväxtart som beskrevs av Michael Pakenham Edgeworth och Joseph Dalton Hooker. Impatiens violoides ingår i släktet balsaminer, och familjen balsaminväxter. Inga underarter finns listade i Catalogue of Life.